# Daniel Carver
Daniel Carver (født 1948) er en hvid nationalist og tidligere leder (Grand Dragon) i Ku Klux Klan  indtil organisationen officielt blev opløst i 1992 Carver blev suspenderet fra at bære Ku Klux Klan uniformer i offentligheden og fra at deltage i Ku Klux Klans-møder efter han i 1986 blev dømt for "terroristiske trusler.